# Triioduro di fosforo
Il triioduro di fosforo è un composto chimico di formula PI3 che in condizioni normali si presenta come un solido rosso scuro, altamente instabile, che reagisce violentemente con l'acqua. Data la sua instabilità, comunemente si crede che il triioduro di fosforo non possa essere stoccato, tuttavia tale composto è commercialmente disponibile. È tossico e caratterizzato da un odore penetrante. In sintesi organica, è utilizzato per convertire gli alcoli negli ioduri alchilici. È anche un potente agente riducente. Composti correlati sono il tetraioduro di difosforo (P2I4) e il pentaioduro di fosforo (PI5), sebbene l'esistenza di quest'ultimo a TPS sia dubbia.

## Proprietà chimico-fisiche
Il triioduro di fosforo ha essenzialmente un momento di dipolo nullo in soluzioni di CS2, perché il legame P-I è quasi omopolare. Il legame P-I è piuttosto debole, per questo il triioduro di fosforo è meno stabile del tricloruro di fosforo e del tribromuro di fosforo; non a caso ha un'entalpia standard di formazione di soli -46 KJ/mol. L'atomo di fosforo ha un chemical shift 31P-NMR di 178 ppm. L'angolo di legame I-P-I nel trifluoruro di fosforo è pari a 102,0°.

## Preparazione
Il metodo comune di sintesi del triioduro di fosforo è la combinazione degli elementi; generalmente si aggiunge lo iodio ad una soluzione di fosforo bianco in CS2:
{\displaystyle {\ce {P4 + 6 I2 -> 4 PI3}}}
In alternativa, il tricloruro di fosforo può essere convertito nel triioduro di fosforo per azione dell'acido iodidrico o di alcuni ioduri metallici.

## Reattività
Il triioduro di fosforo è comunemente usato in laboratorio per la conversione degli alcoli primari e secondari nei rispettivi ioduri alchilici. L'alcol di partenza è usato anche come solvente di reazione. In tali reazioni, il triioduro di fosforo è generato in situ per reazione del fosforo con lo iodio. Un esempio è la conversione del metanolo nello iodometano:
{\displaystyle {\ce {PI3 + 3 CH3OH -> 3 CH3I + H3PO3}}}
Questi ioduri alchilici sono utili composti nelle reazioni di sostituzione nucleofila, e per la preparazione dei reagenti di Grignard.